# Valéry Molet
Valéry Molet, né le 18 février 1968, est un romancier, essayiste, nouvelliste, poète et haut fonctionnaire français. Il est également le fondateur des éditions Sans Escale, qui publient des auteurs contemporains.

## Biographie
Valéry Molet est né le 18 février 1968 à Beauvais. Il étudie l'histoire à l'université de la Sorbonne, puis Nanterre et est titulaire d'un DEA d'histoire contemporaine sur « La pauvreté de 1789 à 1945 ». Il est diplômé de l’École nationale de la santé publique. Puis en 2002, il passe le concours de l'École nationale d'administration, dont il sort diplômé en 2004 dans la promotion Senghor qui est également la promotion d'Emmanuel Macron. Molet termine en dernière position du classement de sortie de l'ENA. Il est ensuite conseiller à la Chambre régionale des comptes de Champagne-Ardenne et membre de la Cour de discipline budgétaire et financière. En 2006, il devient directeur général adjoint des services du Conseil départemental de la Seine-Saint-Denis sous les présidences de Hervé Bramy (PCF) puis de Claude Bartolone (PS). Il est chargé du budget et des ressources. En janvier 2011, Molet devient délégué général du Grand Lyon sous la présidence socialiste de Gérard Collomb, puis, en juin 2011, il devient directeur général des services de l'université Paris-VIII Vincennes-Saint-Denis. En 2012, il rejoint une nouvelle fois le Département de Seine-Saint-Denis en tant Directeur général des services du département, au coté du Président Stéphane Troussel (PS) . En 2018, après six ans passés comme directeur général des services du 93, il devient directeur général des services à l’établissement public Seine Grands Lacs, sous la présidence de Fréderic Molossi (PS).

### Éditions sans escale (2017)
Parallèlement à sa vie professionnelle, en 2017, Valéry Molet crée les Éditions Sans Escale. Cette association à but non lucratif publie essentiellement des poètes contemporains[source secondaire souhaitée]. Il publie son premier roman La Pâture des vers aux éditions La P'tite Hélène. Le roman est une fiction autobiographique qui retrace la relation tumultueuse entre un enfant et sa mère dans une banlieue ouvrière. Le critique littéraire Gérald Rossi, journaliste à L'Humanité décrit le style de Valéry Molet comme suit : « Lorsque Valéry Molet imagine que le soleil puisse être lumineux, c'est avec beaucoup de doutes. Sans oublier au fil des pages une heureuse ironie, voire un humour pour le moins grinçant ». Il publie par la suite des romans, essais, recueils de nouvelles et de poésies.
En 2025, Le Canard enchaîné met en exergue la nature politique de la revue littéraire Livr’Arbitres dans laquelle Valéry Molet écrit, notant que la revue publie également « la fine fleur de l'extrême droite » et qu’elle entretient un lien avec le cercle de réflexion identitaire Institut Iliade en publiant chaque années les actes de son colloque.

### Secrétaire générale du CESE (2022)
En 2022, il est recruté comme Secrétaire général du Conseil économique, social et environnemental (CESE), sous la présidence de Thierry Beaudet, en remplacement de Luc Machard.
En 2025, un article du Canard Enchaîné dénonce les avantages en nature dont il aurait été bénéficiaire, en soulignant l'attribution d'un véhicule de fonction et la prise en charge par le CESE des frais de péage et du carburant pour ses déplacements personnels. Un second article du journal satirique reproche au haut fonctionnaire ses recrutements à des emplois de direction ainsi que la nomination d'une proche à un poste de direction « taillé sur mesure », poste pour lequel « la plue-value […] n'apparaît pas évidente » selon un rapport d'observations provisoires de la Cour des comptes.
En 2025, il est promu au rang de chevalier dans l’Ordre national de la Légion d’honneur et décoré par Emmanuel Macron.

## Publications

### Romans
- La Pâture des vers, 2017, La P'tite Hélène Éditions[11],[12]
- Le Sort de l'animal, 2018, La P'tite Hélène Éditions
- Au fond de la rade, 2019, Éditions Nouvelle Marge[13],[14]
- L’exquise sensation du rejet, Sans escale
- A l’aube d’un paradis occasionnel, Nouvelle marge

### Poésies
- Le Crématorium inutile, 2017, Éditions Ex Æquo
- Animaux vivants à l'intérieur, 2018, Éditions Nouvelle Marge
- Aucune ancre au fond de l'abîme, 2019, Éditions La P'tite Hélène
- La Séquestration du carbone, 2020, Éditions Nouvelle Marge
- Et moi je rirai de votre épouvante, 2021, Éditions Unicité[8],[15]
- Fermeture ajournée des zones d’ombre — avec  Julien Farges, poésie, philosophie, 2022, Éditions Sans Escale, 110 p.[16] prix Fondation Jan Michalski
- Ironiques, les abîmes ultimes, avec Dalibor Frioux, Sans escale

### Nouvelles
- Le Nœud du pendu, 2018, Éditions l'échappée belle[17]
- Dénouements, 2020, Éditions l’échappée belle[18],[19],[20]
- L'Aménagement des crevasses, 2022, éditions Unicité, 80 p.[21]
- Injures précédant un amour légendaire, Unicité

### Essai
- L'Appel des décombres - pourquoi je lis 'Gilles' de Pierre Drieu la Rochelle, postface d'Aurélien Lemant, 2024, Éditions Le Feu Sacré, coll. Les Feux Follets

### Livres d'artistes
- Pont-Croix gris, avec le peintre Jacky Essirard, atelier de Villemorge

- Achever, avec le peintre Jacky Essirard, atelier de Villemorge

- Dernière station avant Douarnenez, avec le peintre Jacky Essirard, atelier de Villemorge

## Décorations
- Chevalier de la Légion d'honneur (2024)[22]